# La donna del giorno (film 1956)
La donna del giorno è un film del 1956 diretto da Francesco Maselli.

## Trama
Pur di farsi strada come indossatrice, Liliana inscena un'aggressione con stupro, ma non riesce a controllare la situazione e tenta il suicidio.